# Castle Ward
Castle Ward är ett slott från 1760-talet i Storbritannien. Det ligger i grevskapet Down och riksdelen Nordirland, 34 km sydöst om Belfast. 
Castle Ward ligger 10 meter över havet. Runt Castle Ward är det ganska glesbefolkat, med 32 invånare per kvadratkilometer. Närmaste större samhälle är Downpatrick, 10 km sydväst om Castle Ward. Trakten runt Castle Ward består i huvudsak av gräsmarker.

## Galleri

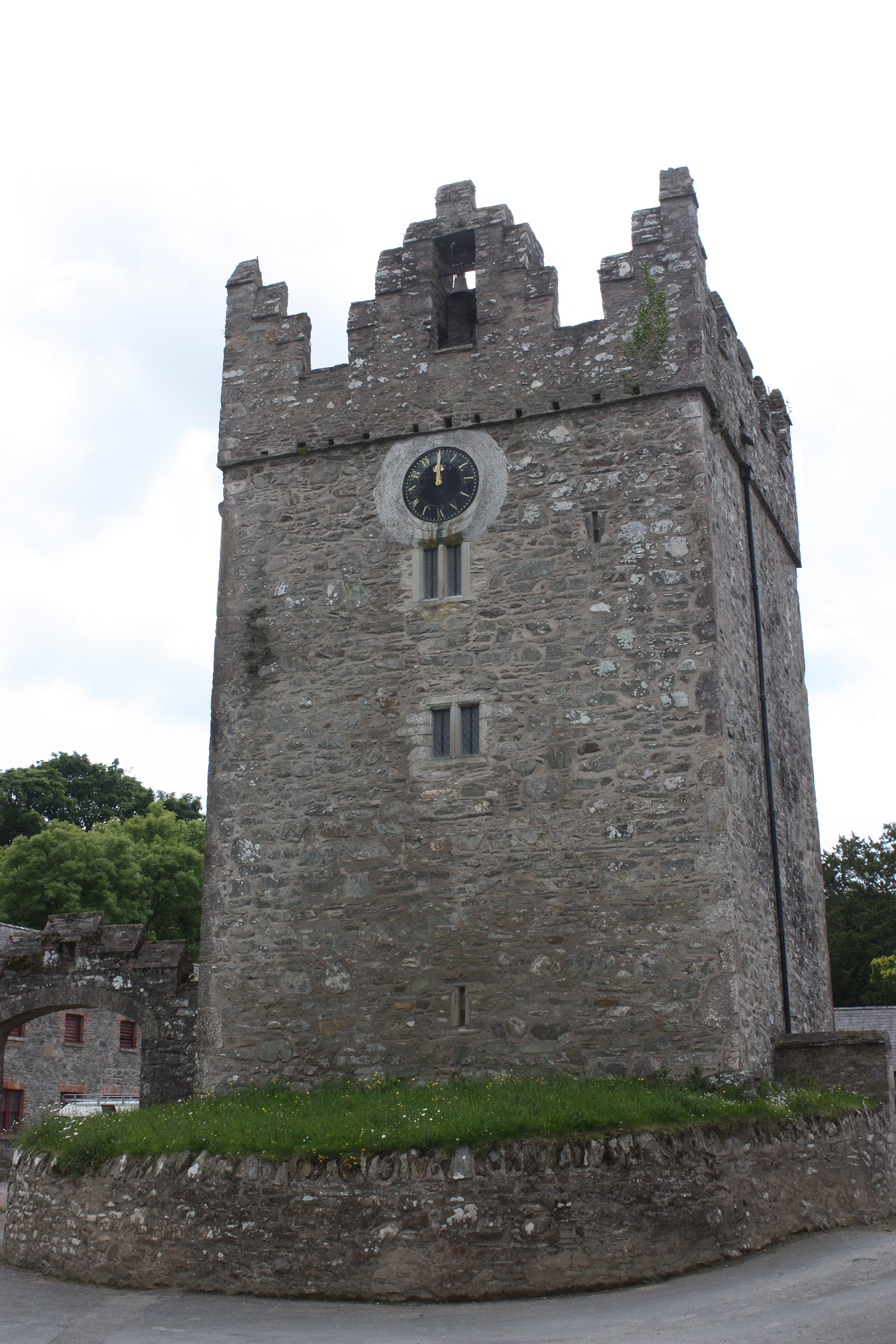
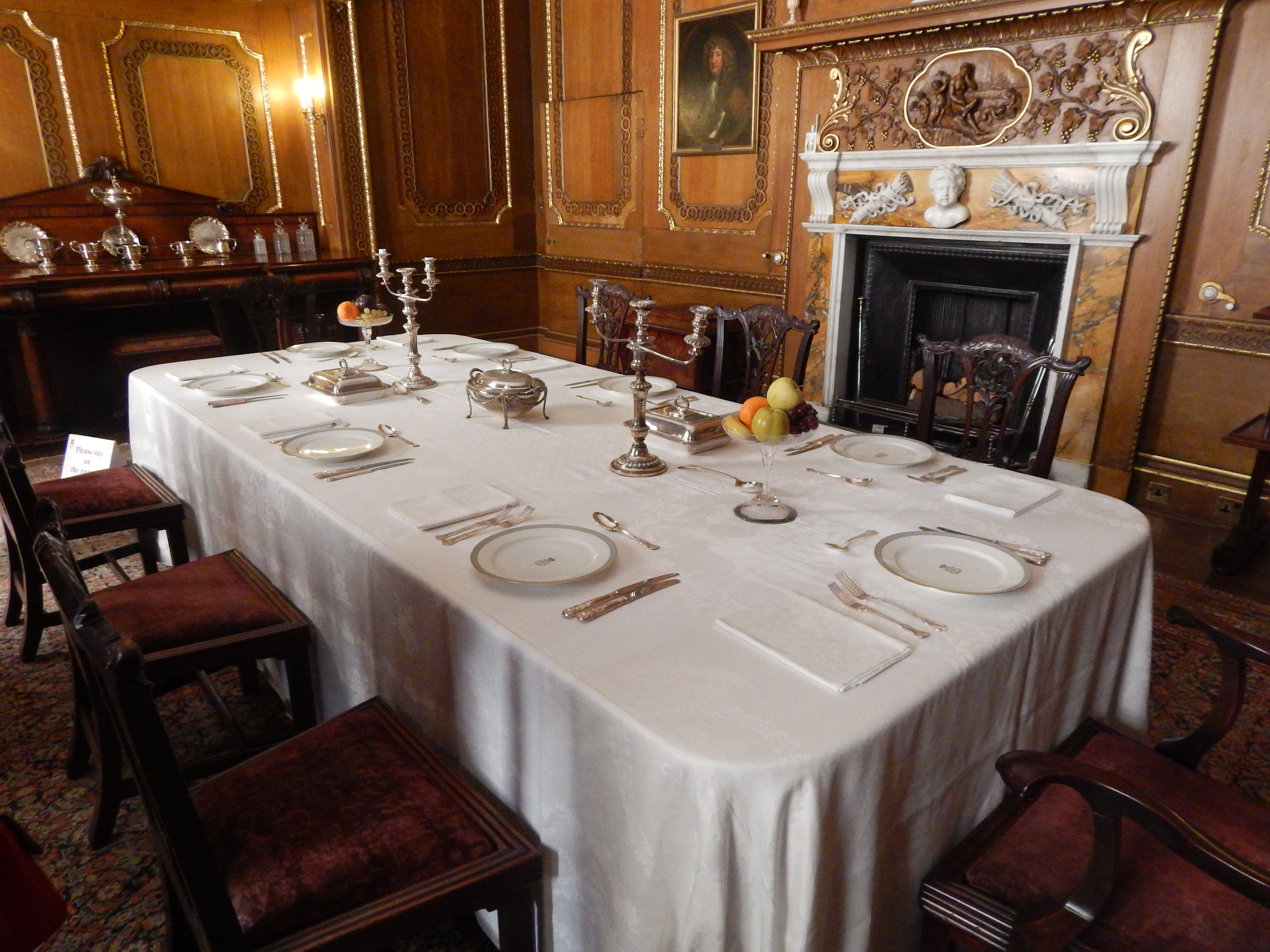
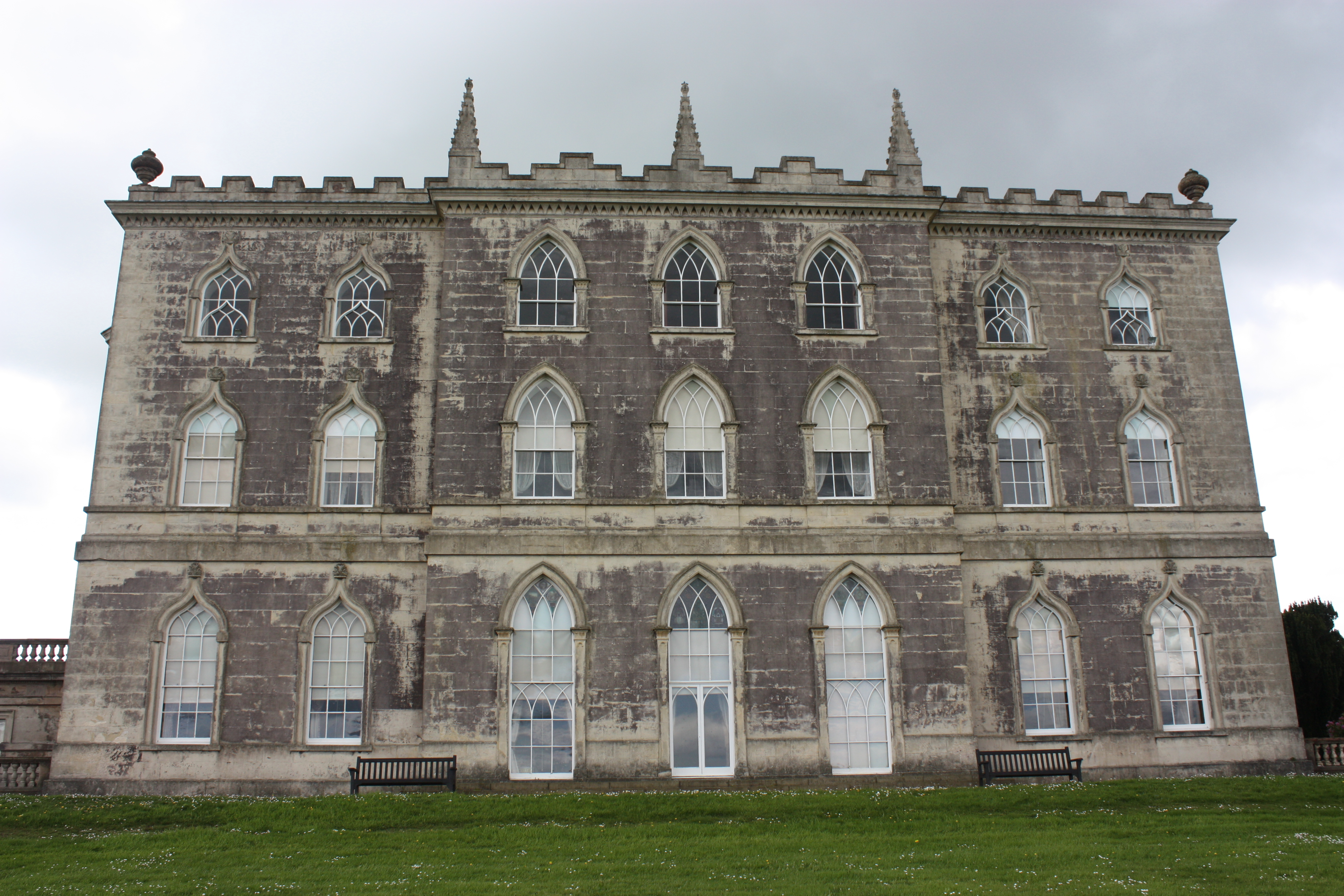
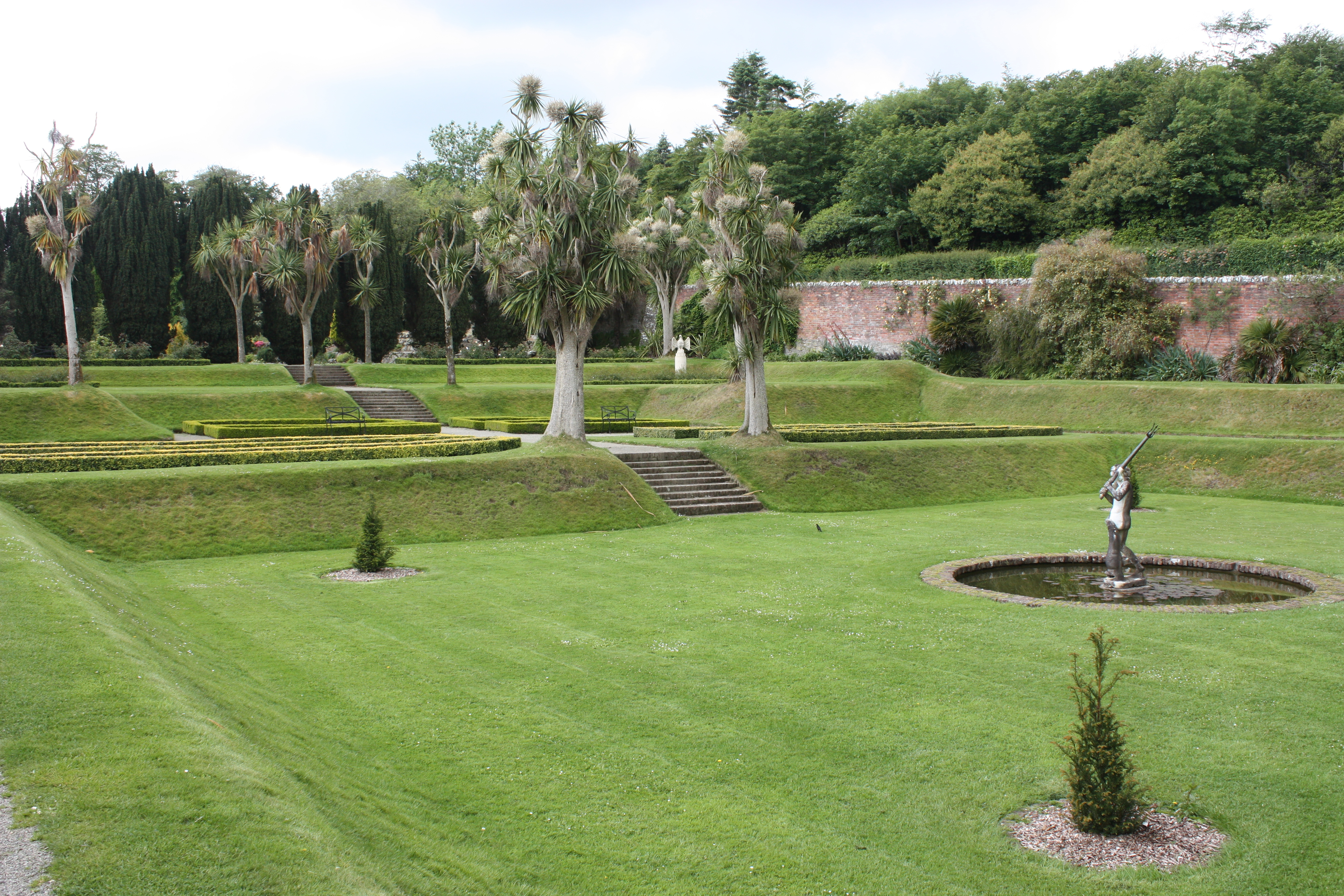
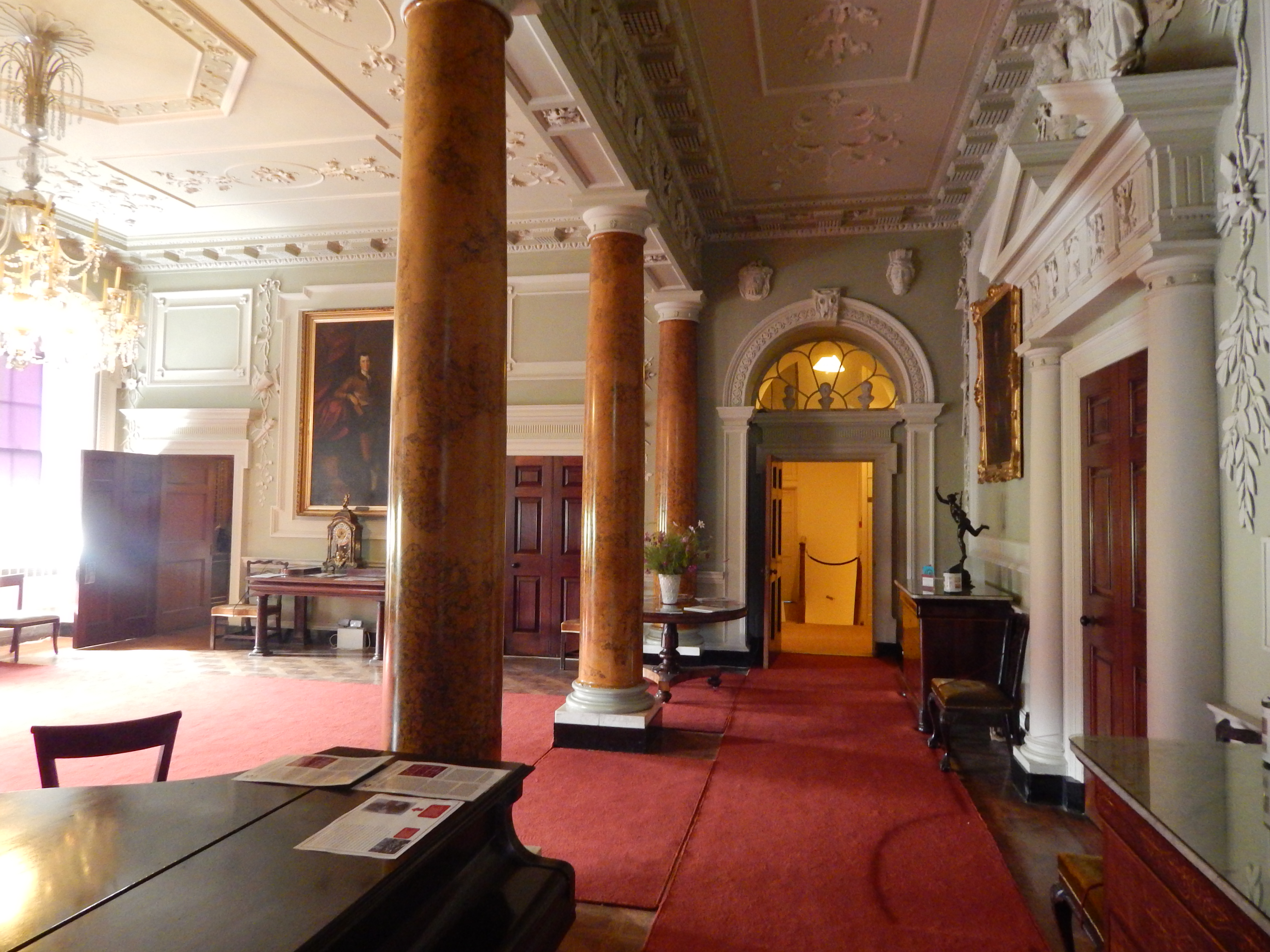